# 林純次
林 純次（はやし じゅんじ、1973年2月21日 - ）は、岐阜県土岐市出身の元プロ野球選手（投手）。

## 経歴

### プロ入り前
多治見工業高から東海理化に入部し、補強選手として都市対抗野球大会に2回出場した。これがスカウトの目に留まり、1995年のドラフト会議で阪神タイガースから3位で指名を受け、入団。指名を聞いたとき、興奮して鼻血を出したことが話題となった。

### プロ入り後
1996年
中継ぎ左腕投手として開幕1軍メンバーに選ばれ、17試合に登板したが、制球難が目立ち5月に2軍へ降格。
以後、1軍に再び昇格することなく、シーズンを終えた。
1997年
故障等により1軍での出場がないまま、オフにわずか入団二年で解雇となる。

### プロ野球退団後
退団後、1999年より社会人野球がプロ野球経験者の受け入れを解禁するという報道を目にし、現役続行を決意。1998年は、工務店で勤務しながら、古巣である東海理化のコーチを務め、プロアマの壁となっていた社会人の元プロ選手受け入れ禁止が解禁された同年1月に岐阜市の昭和コンクリートへ入部した。1961年の柳川事件以降30年余り断絶されていた元プロ野球選手のアマチュア復帰第1号選手となったことから注目を集めた。昭和コンクリートでは当初抑え投手として起用されていたが、チーム晩節時には先発投手としても活躍した。
2003年、昭和コンクリートが休部したことを受け、翌2004年に西濃運輸に移籍した。ここで阪神にドラフト同期で入団した中ノ瀬幸泰と再会した（中ノ瀬は2000年に入社。2004年シーズンはコーチ兼任投手として活躍。同シーズンをもって現役を引退し、2005年シーズンから2009年までは投手コーチとして活動。）。西濃運輸には1シーズン在籍した後、現役を引退。プロ退団後の社会人野球在籍期間は6シーズンであった。
現在は愛知県蒲郡市内に居住し、愛知県立蒲郡東高等学校の硬式野球部コーチを2015年春より務めている。

## 詳細情報

### 年度別投手成績
| 年 度     | 球 団     | 登 板 | 先 発 | 完 投 | 完 封 | 無 四 球 | 勝 利 | 敗 戦 | セ 丨 ブ | ホ 丨 ル ド | 勝 率 | 打 者 | 投 球 回 | 被 安 打 | 被 本 塁 打 | 与 四 球 | 敬 遠 | 与 死 球 | 奪 三 振 | 暴 投 | ボ 丨 ク | 失 点 | 自 責 点 | 防 御 率 | W H I P |
| --------- | --------- | ----- | ----- | ----- | ----- | -------- | ----- | ----- | -------- | ----------- | ----- | ----- | -------- | -------- | ----------- | -------- | ----- | -------- | -------- | ----- | -------- | ----- | -------- | -------- | ------- |
| 1996      | 阪神      | 17    | 0     | 0     | 0     | 0        | 0     | 1     | 0        | --          | .000  | 46    | 8.0      | 15       | 0           | 8        | 1     | 0        | 8        | 1     | 0        | 9     | 9        | 10.13    | 2.88    |
| 通算：1年 | 通算：1年 | 17    | 0     | 0     | 0     | 0        | 0     | 1     | 0        | --          | .000  | 46    | 8.0      | 15       | 0           | 8        | 1     | 0        | 8        | 1     | 0        | 9     | 9        | 10.13    | 2.88    |

### 記録
- 初登板：1996年4月5日、対読売ジャイアンツ1回戦（東京ドーム）、7回裏1死に3番手で救援登板、0/3回2失点
- 初奪三振：1996年4月9日、対中日ドラゴンズ1回戦（ナゴヤ球場）、7回裏に彦野利勝から

### 背番号
- 43 （1996年 - 1997年）